# Showgirl

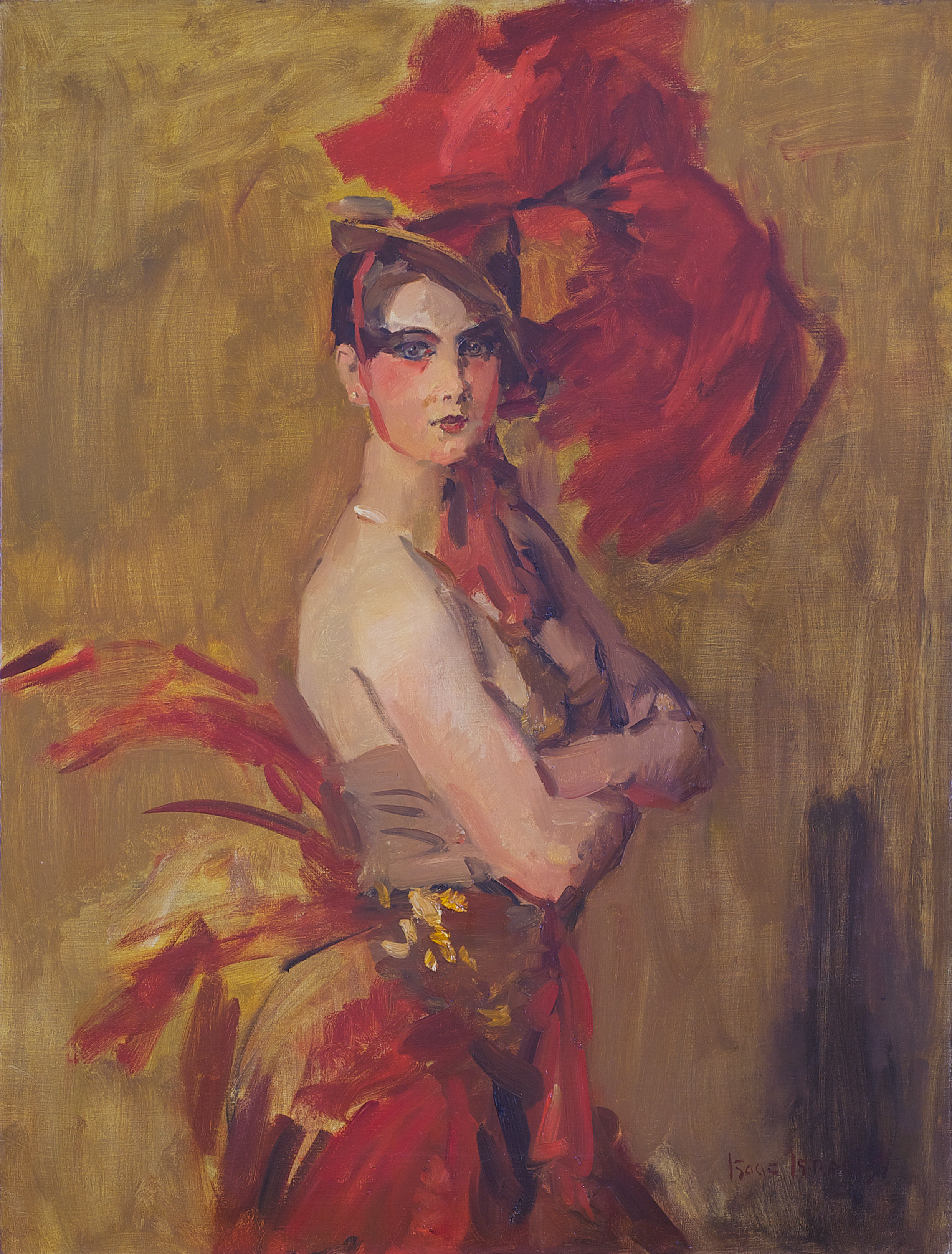
Show-girl (La Cocotte) en el Scala Theatre, La Haya; por Isaac Israëls.

Una showgirl es una bailarina o intérprete en un espectáculo de teatro destinado a mostrar los atributos físicos de la intérprete, por lo general por medio de ropa reveladora o incluso toples o desnudez. Showgirls se asocian a menudo con la música y la danza.
El término showgirl se aplica a veces a una modelo promocional empleada en ferias y demostraciones comerciales.

## Historia

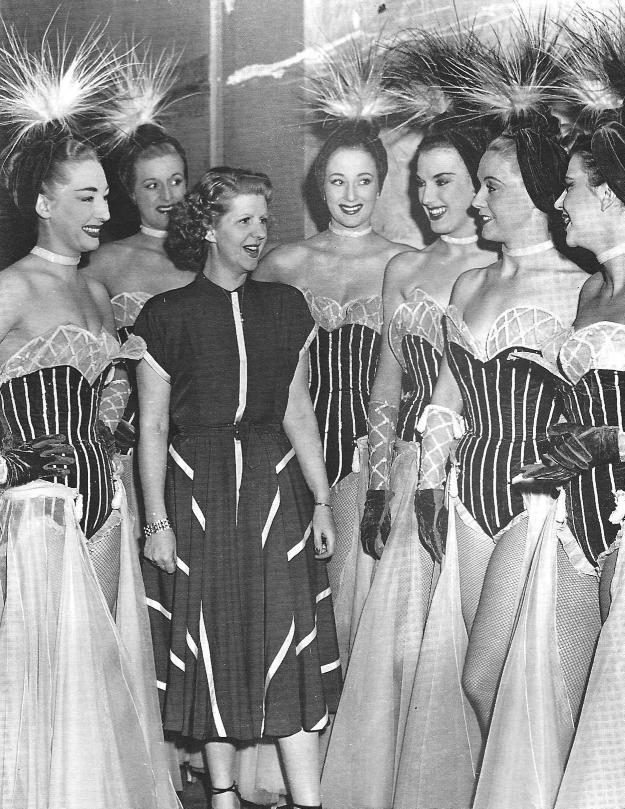
Margaret Kelly con las Bluebell Girls en 1948.

Las showgirls datan de finales de siglo XIX en music halls y en cabarés parisinos como el Moulin Rouge, el Lido de París y el Folies Bergère. Una de las bailarinas del Folies Bergère, la bailarina irlandesa Margaret Kelly, es considerada una de las más famosas productoras y formadoras de showgirls, si no es que la inventora del formato de showgirl moderno. Después de la Segunda Guerra Mundial, ella comenzó a trabajar en el Lido de París con el productor Donn Arden. Su compañía de revista, las Bluebell Girls, fueron desde 1947 estrellas de renombre mundial, y para finales de la década de 1950 habían estado activas en todo el mundo.

## Showgirlsde Las Vegas

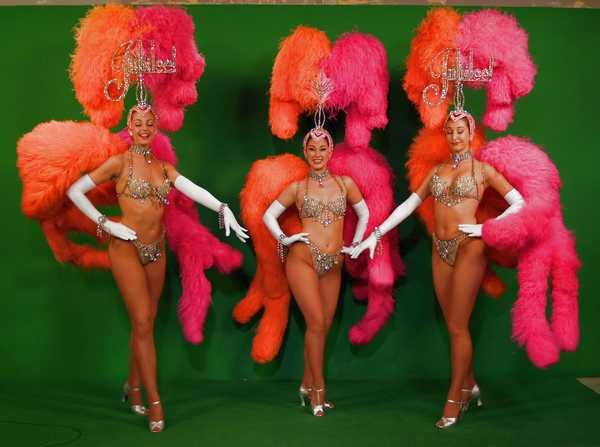
Showgirls del espectáculo Jubilee!.

En Las Vegas, se presentaron por primera vez showgirls en 1952 como el acto de apertura y cierre, bailando alrededor de los espectáculos de cabecera. Fueron presentadas en el Sands Hotel para un show con Danny Thomas. En 1957, Minsky's Follies tomó el escenario en el Desert Inn y dio a luz a las showgirls en toples en Las Vegas. Esto fue seguido por el espectáculo de largo plazo The Lido de Paris, en el casino del Stardust Resort & Casino, que funcionó por 31 años. Jubilee! fue un espectáculo producido originalmente por Donn Arden en Las Vegas que se presentó desde 1981 hasta el 2016.

## Revistas conshowgirls
- Calypso Cabaret (Bangkok, Tailandia)
- Folies Bergère (París)
- Folies du Lac (París)
- Jubilee! (Las Vegas)
- La Nouvelle Eve (París)
- Lido de París (París)
- Moulin Rouge (París)
- Paradis Latin (París)
- Roderick Palazuelo's Platinum Stars (México)
- Splash (Riviera, Las Vegas)
- The Fabulous Palm Springs Follies (Palm Springs, California; único en que su línea de coros es de showgirls en sus 50s, 60s y 70s)
- The Francis Show (México, show de travestis)
- Tihany Spectacular Circus (Brasil-México)
- Tropicana (La Habana, Cuba)
- Cabaret Red Light (Filadelfia, Estados Unidos)
- VIVA Cabaret Showbar (Blackpool, Reino Unido)
- 90 Degrees & Rising (Dunes Hotel & Casino, Las Vegas)[5]

## En la cultura popular
- La película Gold Diggers y las películas subsecuentes (The Gold Diggers, 1923; Gold Diggers of Broadway, 1929; Gold Diggers of 1933, 1933; Gold Diggers of 1935, 1935; Gold Diggers of 1937, 1936, y Gold Diggers in Paris, 1938)
- Guys and Dolls, una producción de Broadway de 1950, muestra a la señorita Adelaide, la prometida del personaje principal, como una showgirl en varios números musicales.
- The Golddiggers, una compañía que actuó en el programa de Dean Martin The Dean Martin Show, a partir de 1968.
- Showgirls, una película de 1995 dirigida por Paul Verhoeven y protagonizada por Elizabeth Berkley.
- Kylie Minogue se inspiró en diferentes tipos de showgirls, y se inspiró en ellas para nombrar sus giras de conciertos: Showgirl: The Greatest Hits Tour y Showgirl: Homecoming Tour. Muchas de sus interpretaciones incluyen temas de showgirls.